# Melati i Isabel Wijsen
Melati Wijsen (2001) i Isabel Wijsen (2003) són dues activistes climàtiques indonèsies. Són conegudes pels seus esforços per a reduir el consum de plàstic a l'illa de Bali.
Les germanes van néixer a Bali, filles de pares holandesos i indonesis. El 2013, quan Melati tenia 12 anys i Isabel 10, van començar una campanya per a deslliurar Bali de les bosses de plàstic d'un sol ús anomenada «Bye Bye Plastic Bags». Per a cridar l'atenció de la societat, van organitzar una vaga de fam el 2016 exigint una reunió amb el llavors governador de Bali, I Made Mangku Pastika. La campanya va resultar en la signatura de Pastika d'una ordre per a prohibir les bosses i canyes de plàstic a partir de 2018.
El 2017, ambdues germanes van fer un discurs el Dia Mundial de l'Oceà a la seu de l'Organització de les Nacions Unides a la ciutat de Nova York. El 2018, van ser nomenades dues dels 25 adolescents més influents del 2018 per la revista Time. El 2020, Melati va ser convidada com a ponent al Fòrum Econòmic Mundial a Davos. El 2019, es va estrenar el documental sobre Melati Wijsen titulat Bigger than Us. El film va ser dirigit per la directora francesa Flore Vasseur i produït per l'actriu Marion Cotillard.